# Lewinskya speciosa
Lewinskya speciosa (Synonym Orthotrichum speciosum, deutsch Schönes Goldhaarmoos) ist eine Laubmoos-Art aus der Familie Orthotrichaceae.

## Merkmale
Lewinskya speciosa ist eine mittelgroße Art mit bis 4 Zentimeter großen Pflanzen, die hell- bis dunkelgrüne, lockere Polsterrasen bilden. Die Blätter sind lanzettlich oder schmal lanzettlich, 3 bis 4 Millimeter lang, feucht aufrecht abstehend bis zurückgekrümmt, trocken dem Stämmchen anliegend. Sie sind lang zugespitzt, die Blattränder sind bis zur Spitze stark zurückgerollt. Die Blattrippe reicht bis vor die Blattspitze. Die Blattzellen sind unten verlängert rechteckig, dickwandig und etwas knotig oder gekerbt; gegen die Blattränder hin sind sie kürzer bis fast quadratisch. Die Zellen im oberen Blattteil sind rundlich bis oval und papillös mit 1 oder 2 einfachen Papillen.
Die Sporenkapsel ist meist deutlich über die Blätter emporgehoben. Die zylindrische Urne ist glatt oder trocken schwach gefurcht. Die Spaltöffnungen der Kapselwand sind phaneropor (nicht in die Kapselwand eingesenkt). Die schmal glockenförmige Kalyptra ist gewöhnlich dicht behaart, die Vaginula (Scheidchen, röhrige Hülle um den Sporogonfuß) ist nackt. Das Peristom ist doppelt. Das äußere besteht aus 8 weißlichen bis bleichgelben Paarzähnen, diese sind trocken bogig zurückgekrümmt. Das innere Peristom ist fast gleich lang wie das äußere. Die papillösen Sporen sind meist 18 bis 24 Mikrometer groß. Die Geschlechterverteilung ist autözisch.

## Standortansprüche
Die Art wächst meist epiphytisch an Feld- und Waldbäumen, vor allem an Laubhölzern, selten an Fichten, gelegentlich werden auch Gestein, alte Mauern oder Beton besiedelt.

## Verbreitung
Das Verbreitungsgebiet ist in der nördlichen Halbkugel die temperierte und alpine Zone, die Arktis und Gebirge Nordafrikas.
In Deutschland, Österreich und der Schweiz ist die Hauptverbreitung besonders im Alpenvorland, wo die Art oft häufig ist. In den Alpen steigt sie hinauf bis etwa zur Baumgrenze. In anderen Gebieten ist sie weniger häufig bis selten.